# ستيفاني بروكس
ستيفاني بروكس (بالإنجليزية: Stephanie Brooks)‏ هي فنانة أمريكية، ولدت في 1970.